# Captorhinus
Captorhinus és un gènere extint de sauròpsids de la família Captorhinidae que va viure durant el Permià. Les seves restes van ser trobades a Amèrica del Nord. S'han trobat restes també a Àfrica. Un espècimen immadur de Captorhinus va ser anomenat originalment Bayloria i classificat com a membre del grup de sinàpsids Eothyrididae.

## Galeria

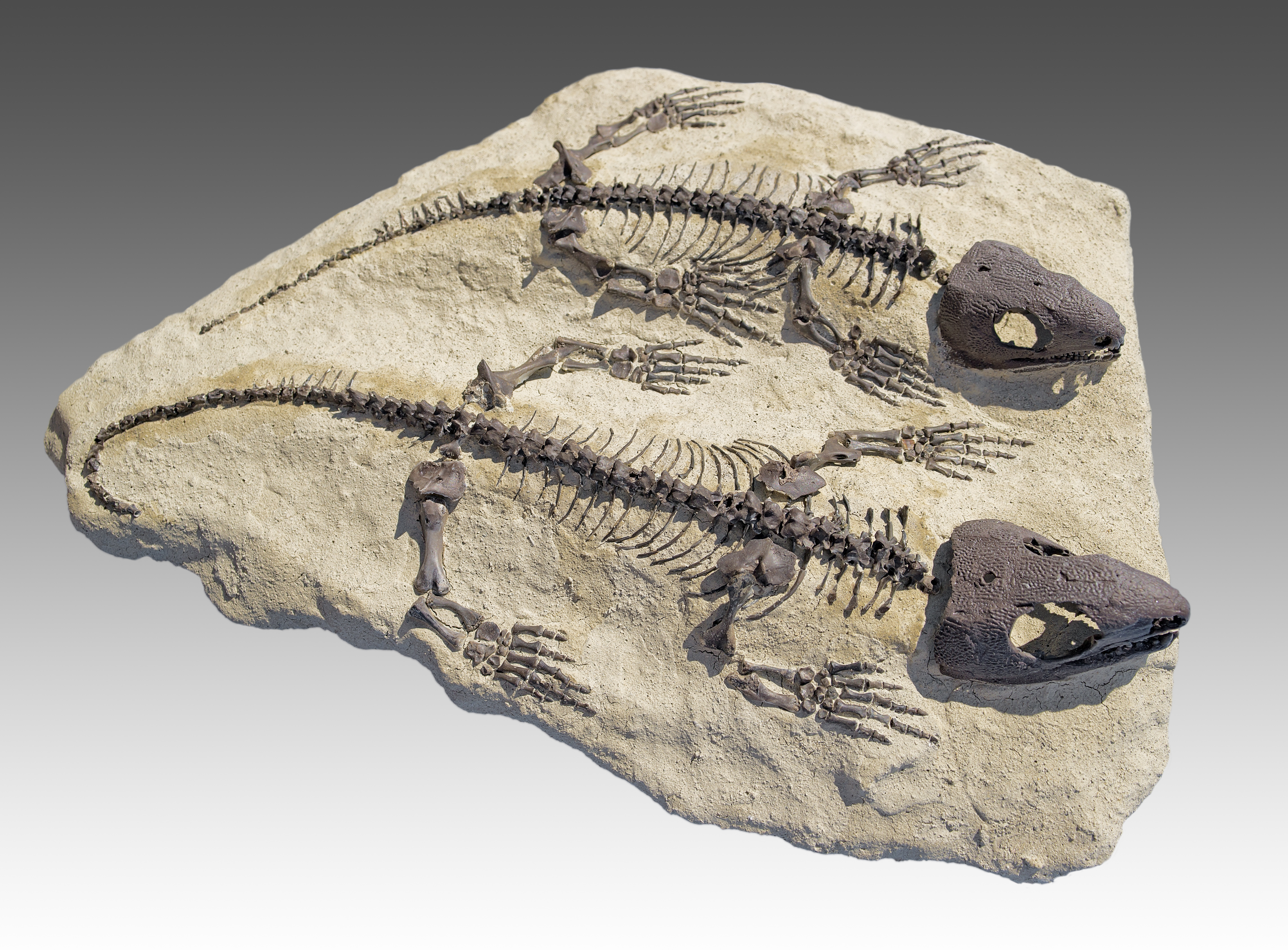
Captorhinus aguti, Cisuralià (299-270 Ma), Oklahoma, EUA
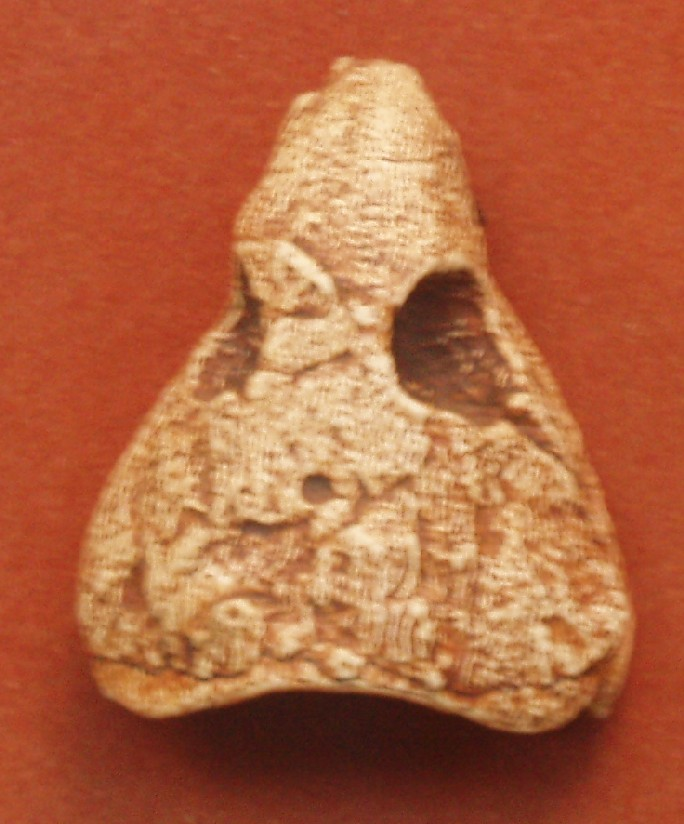
Crani de Captorhinus aguti